# Франсуа де Бурбон-Вандом
Франсуа де Бурбон-Вандом (фр. François de Bourbon-Vendôme; 16 січня 1616 — 25 червня 1669) — політичний та військовий діяч Французького королівства, 2-й герцог Бофор, адмірал, один з лідерів Фронди. Знаний також як Франсуа де Вандом. Мав прізвисько «Король ринків».

## Життєпис
Походив з династії Бурбонів, гілки Вандом. Другий син герцога Сезара де Вандома, великого адмірала Франції, та Франсуази Лотаринзької. Народився 1616 року в замку Кусі. 1628 року, у віці 12 років, брав участь у поході до П'ємонту. Відзначився під часв облог Корбі, Есдена і Аррасу. Наслідуючи приклад свого батька, вступав в змови проти кардинала Рішельє, тому був змушений провести деякий час у вигнанні, при дворі англійського короля Карла I.
Після смерті короля Людовика XIII у 1642 році близько зійшовся з регенткою Анною Австрійською, яка передоручила йому своїх синів Людовика та Філіппа, а також надала Франсуа де Вандому можливість приймати рішення. Проте її почуття до Джуліо Мазаріні виявилися сильнішими, Бофор це зрозумів, почав ревнувати і потрапив в опалу.
У 1643 році очолив партію аристокартів, відому як «зарозумілих» (або «іспанська» чи «лотаринзька»). Його союзником став державний міністр Огюстен Пот'є, єпископ Бове (був колись першим духівником Анни Австрійської), та близькою подругою королеви Марією де Роган, герцогинею де Шеврез. Водночас Вандом намагався скористатися складною ситуацією королівського двору, що також протистояв герцогу Гастону Орлеанському, принцу Людовику де Конде та кальвіністам. Влітку 1643 року намагався відсторонити від впливу при дворі принца Конде, що перед тим здобув перемогу при Рокруа. В свою чергу Конде також тиснув на королівський уряд. В результаті 2 вересня 1643 року кардинал Мазаріні від імені королеви наказав арештувати герцога Вандома, якого звинуватили у змові (відома як «Змова зарозумілих»). Про несправжність змови свідчить те, що головного виконавця її — капітана Гвардійського піхотного полку Франсуа дез Ессара — підвищили до підполковника.
З замку Франсуа де Вандом втік в 1648 році, перебравшись до замку Шенонсо, а потім — до родинного Вандому. У 1649 році долучився до Фронди принців. Від парижан отримав прізвисько Король ринків. У 1650—1651 роках брав участь у битвах на чолі із фрондерів. 1652 року на дуелі вбив шварга Карла Амадея Савойського, герцога Немура.
Примирився з королівським двором в 1653 році. Король доручив йому кілька важливих військових експедицій. Був призначений гросмейстером, шефом і головним суперінтенданом навігації. 1662 року отримав звання адмірала Франції та командування французьким галерним флотом на Середземномор'ї. Того ж року зазнав поразки від берберського флоту біля о. Джиджель.
У березні 1665 року очолив невеликий флот, який розгромив флотилії піратів біля Шерешелі в Алжирі та Голетти в Тунісі. У 1669 році разом з венеційцями захищав критську Кандію від оосманських військ. 25 червня того ж року безвісти пропав в нічний вилазці. Це виклакало легенду, за якою Вандом тримався у султана Мехмеда IV або був героєм у залізній масці.

## Родина
Перебував в позашлюбному зв'язку з Марією де Бретань-Авогур, герцогинею де Монбазон і Анною Женев'євою де Бурбон-Конде, герцогинею де Лонгвиль.

## В літературі
- Є героєм романі О.Дюма «Двадцять років потому» і «Віконт де Бражелон, або Десять років по тому», роману Жюльєтти Бензоні «Таємниця держави», телесеріалу «Відомі втечі».